# Chandur
Chandur là một thành phố và là nơi đặt hội đồng đô thị (municipal council) của quận Amravati thuộc bang Maharashtra, Ấn Độ.

## Địa lý
Chandur có vị trí 19°44′B 79°11′Đ / 19,73°B 79,18°Đ Nó có độ cao trung bình là 231 mét (757 foot).

## Nhân khẩu
Theo điều tra dân số năm 2001 của Ấn Độ, Chandur có dân số 17.720 người. Phái nam chiếm 52% tổng số dân và phái nữ chiếm 48%. Chandur có tỷ lệ 77% biết đọc biết viết, cao hơn tỷ lệ trung bình toàn quốc là 59,5%: tỷ lệ cho phái nam là 82%, và tỷ lệ cho phái nữ là 72%. Tại Chandur, 12% dân số nhỏ hơn 6 tuổi.